# Ossoliński

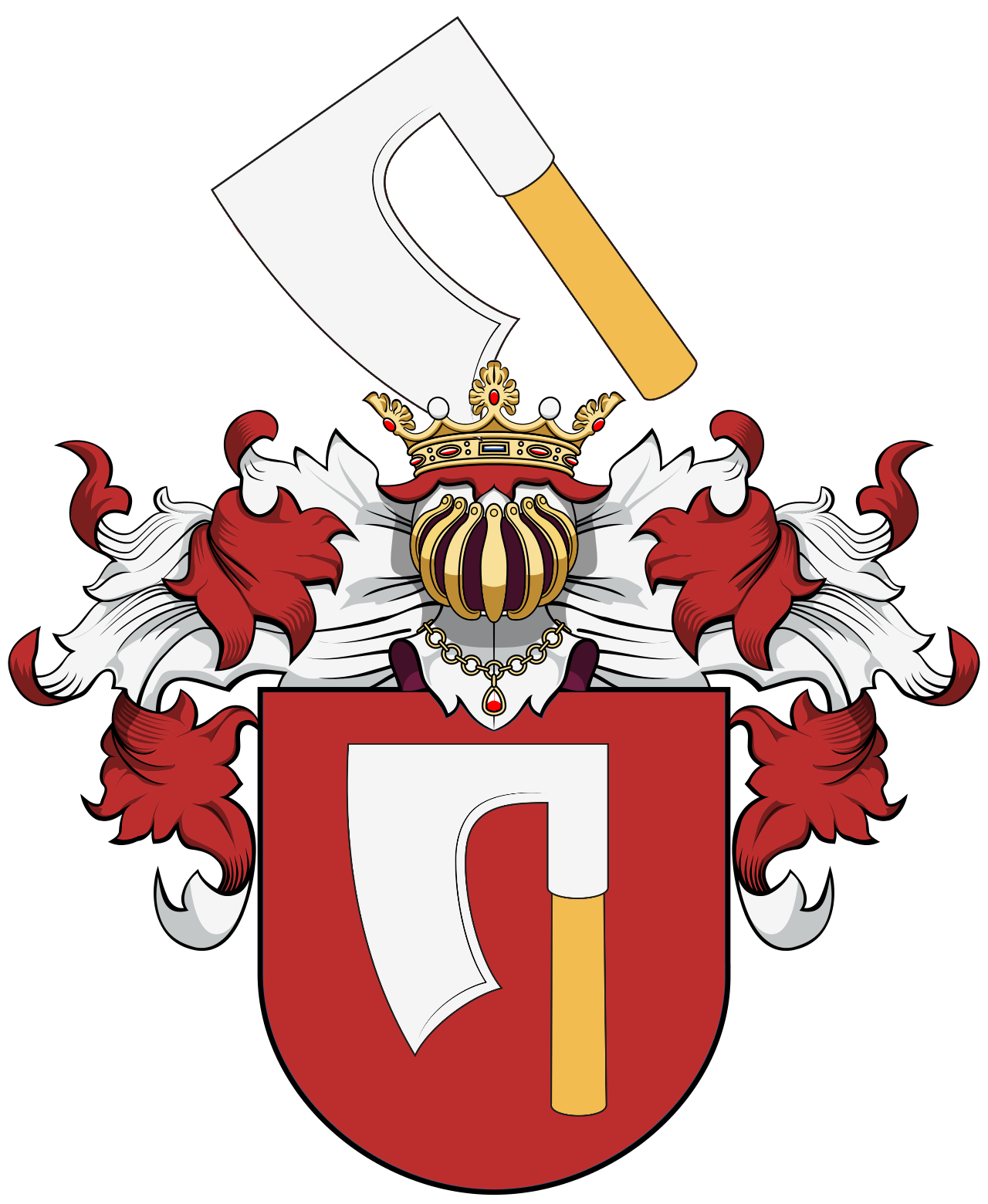
Das Wappen von Ossoliński, Wappengemeinschaft Topór

Ossoliński ist der Name eines bedeutenden polnischen Hochadelsgeschlechts. Die weibliche Form des Namens lautet Ossolińska.

## Geschichte
Die Ossoliński erscheinen zuerst Anfang des 14. Jahrhunderts. Gründer der Familie war Jan z Ossolina, Sohn des Nawoja z Tęczyna, Großmarschall der Krone und Kastellan von Krakau. Er benannte sich nach seinem Besitz Ossolin (Gemeinde Gmina Klimontów im Powiat Sandomierski). Die Familie führt das Topór-Wappen.
Der Krongroßkanzler Jerzy Ossoliński wurde 1633 von Papst Urban VIII. in den erblichen Fürstenstand erhoben und stieg damit den Hochadel auf. Kaiser Ferdinand II. bestätigte ihm 1634 den Reichsfürstenstand. Jerzys Vetter Franciszek Maksymilian Ossoliński erhielt 1736 den französischen Fürstenstand von König Ludwig XV. Beide Titel erloschen durch Aussterben der Linie 1790. Die gräfliche Linie blüht noch.

Wappen der Fürsten Ossoliński (1633)
Wappen der Grafen Ossoliński (1785)

## Bekannte Träger des Namens
- Maksymilian Ossoliński (1588–1655), polnischer Adeliger
- Jerzy Ossoliński (1595–1650), polnischer Adeliger, Staatsmann, Wojewode, Marschall des Sejms und Großkanzler der polnischen Krone; 1633 Fürst
- Franciszek Maksymilian Ossoliński (1676–1756), polnischer Politiker und Marschall des Sejms, 1736 Prince   Ossoliński
- Graf Joseph Maximilian Ossolinski (1748–1826), polnischer Schriftsteller, Mäzen und Politiker

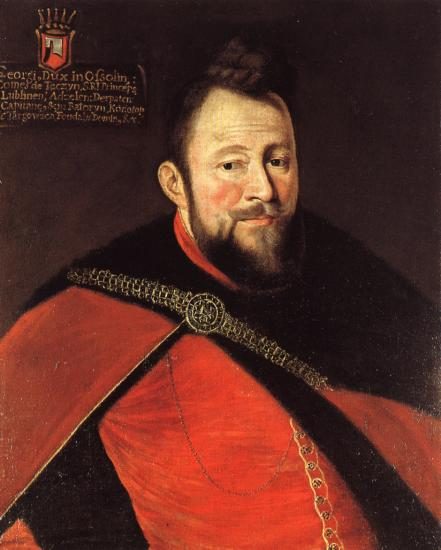
Fürst Jerzy Ossoliński (1595–1650), Marschall des Sejms, Großkanzler der polnischen Krone
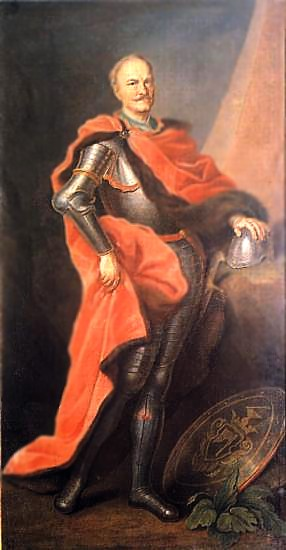
Prince Franciszek Maksymilian Ossoliński (1676–1756), Sejmmarschall
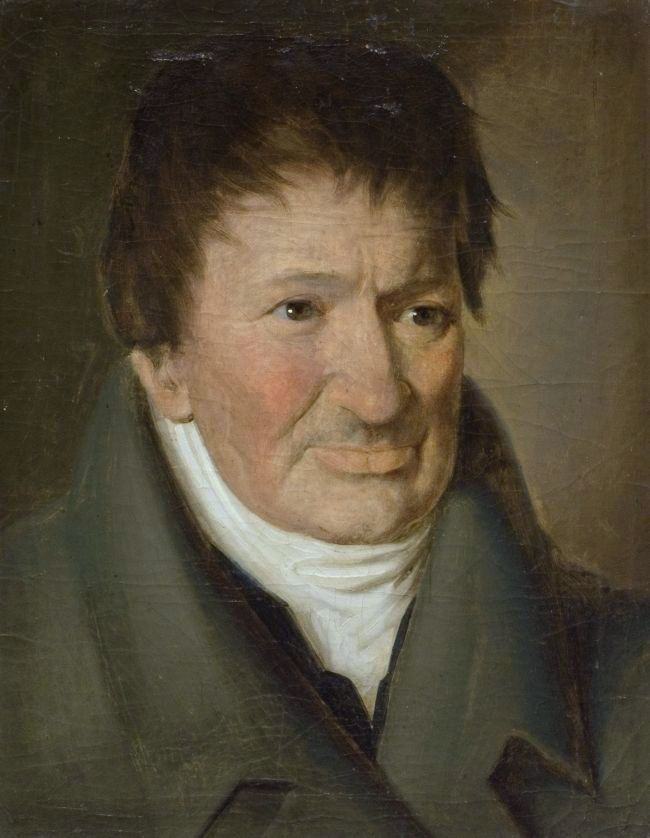
Graf Joseph Maximilian Ossolinski (1748–1826), Schriftsteller

## Besitze
Jerzy Ossoliński ließ sich von 1639 bis 1642 das spätere Brühlsche Palais in Warschau erbauen. 1627 bis 1644 ließ Jerzys Bruder Krzysztof Ossoliński (1587–1645) das Schloss Krzyżtopór errichten. 1763 wurde das Schloss in Rudka (Powiat Bielski (Podlachien)) erbaut. Joseph Maximilian Ossolinski (1748–1826) gründete aus den Hinterlassenschaften von Jerzys Bibliothek 1817 das Ossolineum in Lemberg.

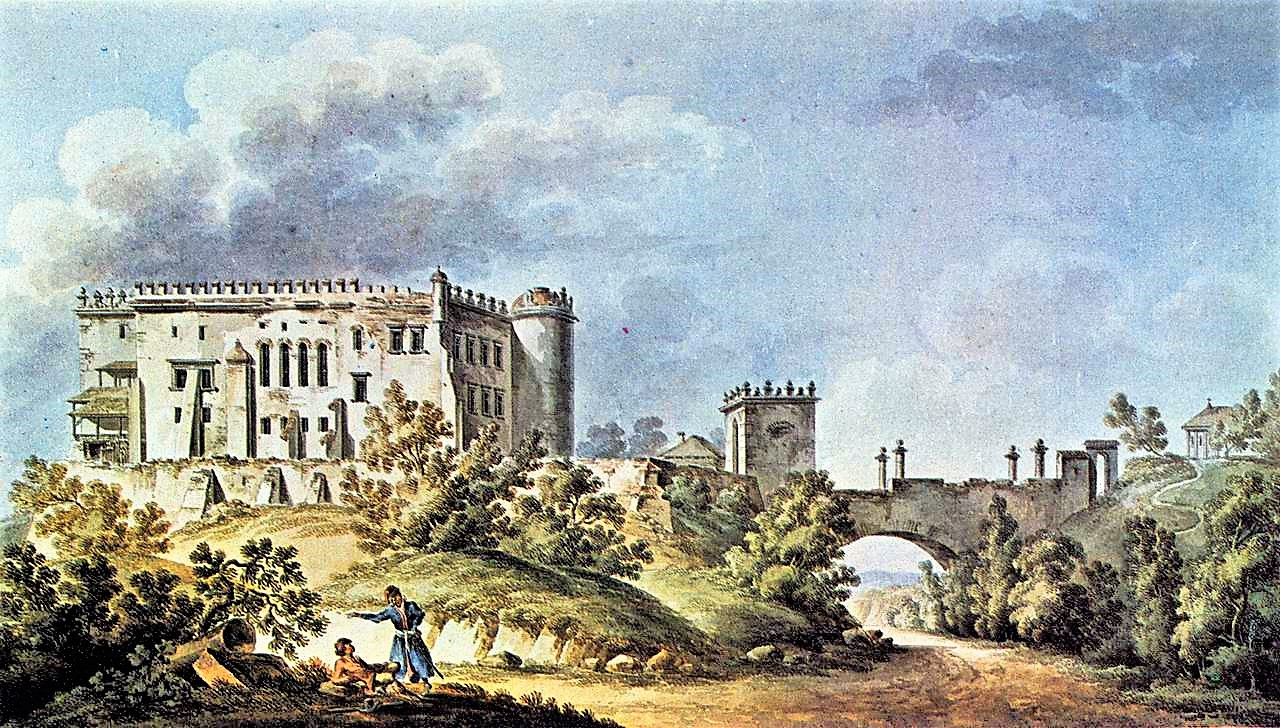
Schloss Ossolin, 1794
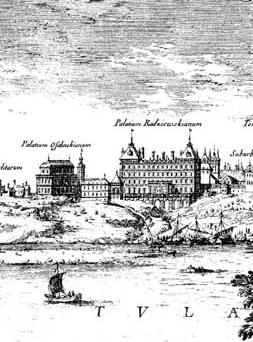
Jerzy Ossolińskis Palais in Warschau (links)
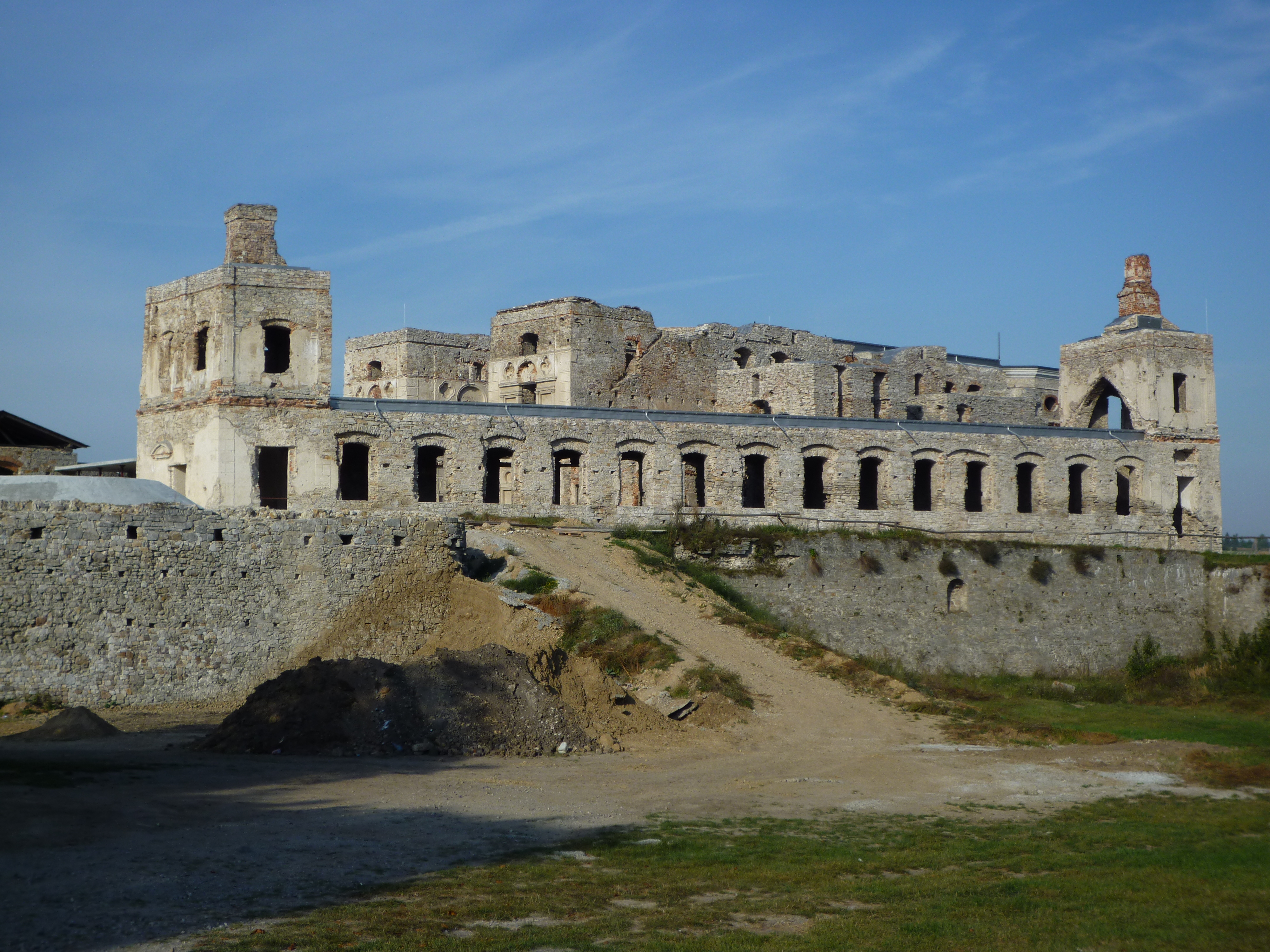
Schloss Krzyżtopór
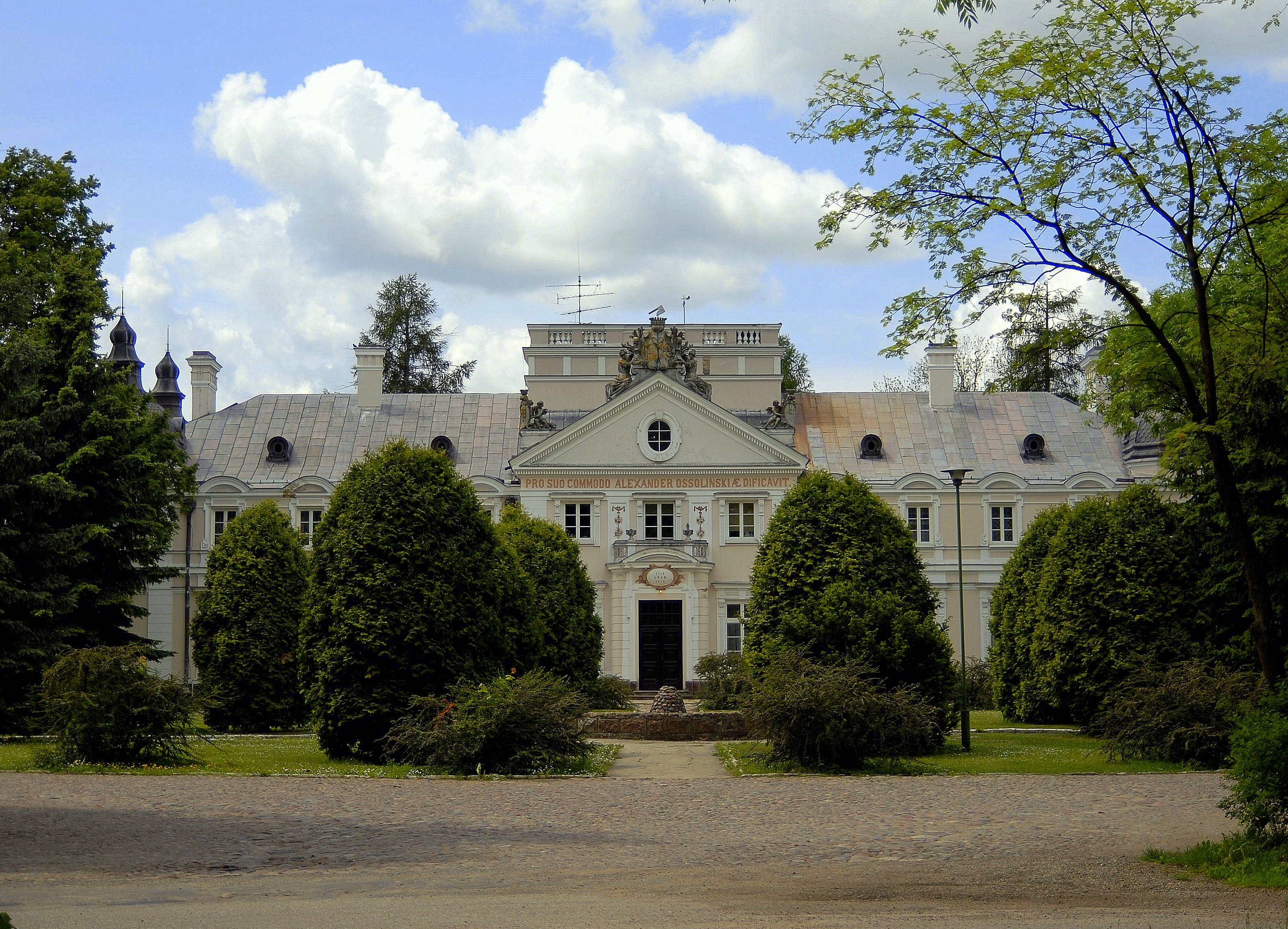
Ossoliński Palast in Rudka
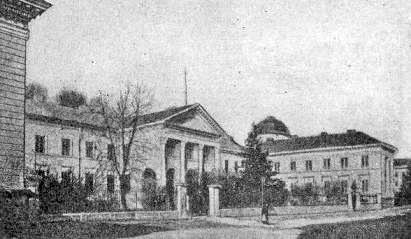
Das Ossolineum in Lemberg
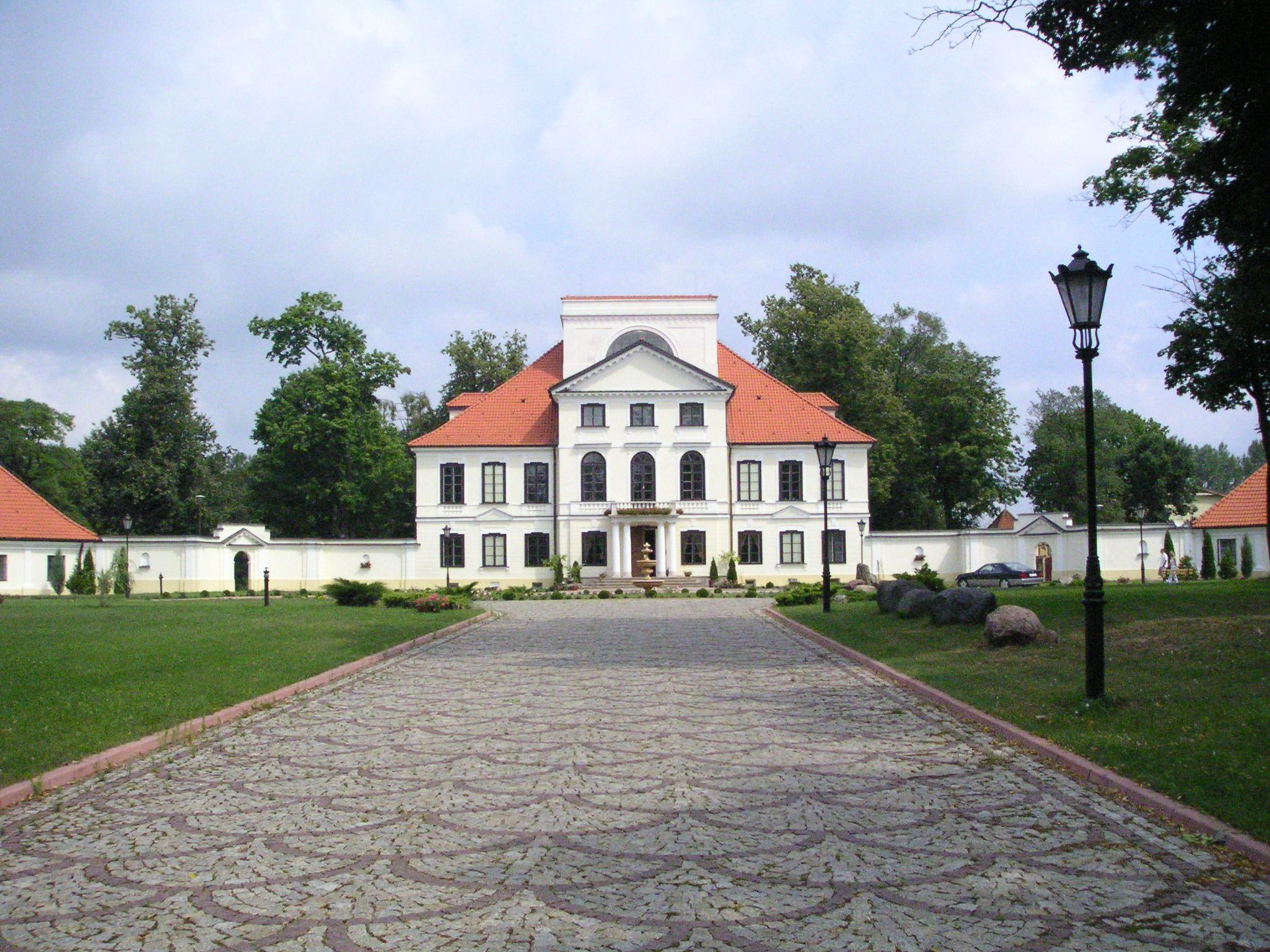
Schloss Sterdyń
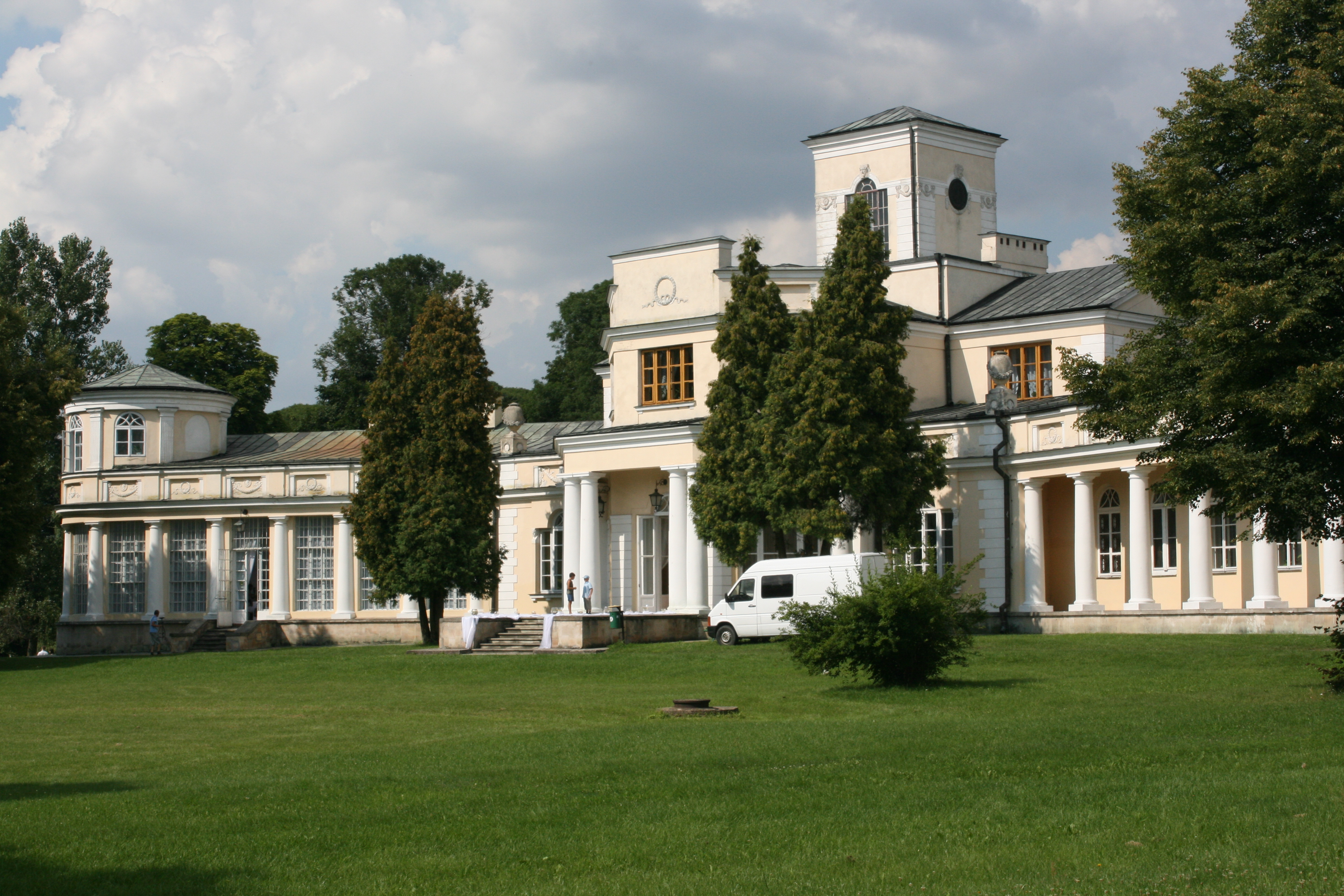
Schloss Rejowiec, Powiat Chełmski